# 사티로스극
사티로스 극(Satyr play)은 고대 그리스 시대에 그리스 비극과 함께 상연된 연극이다.
희극과 비극 모두와 관련된 고대 극장 공연의 한 형태이다. 대화의 연극적 요소, 구절을 말하는 배우, 춤추고 노래하는 합창단, 가면과 의상을 보존한다. 비극과의 관계는 강하다. 사티로스극은 비극 작가들이 썼고, 사티로스극은 3편의 비극이 공연된 후 디오니소스 축제에서 공연되었다. 사티로스극의 신화-영웅적 이야기와 언어의 형식은 비극의 그것과 유사하다. 코미디와의 연관성도 중요하다. 유사한 플롯, 제목, 주제, 캐릭터 및 해피 엔딩이 있다. 사티로스 연극의 두드러진 특징은 남근에 초점을 맞춘 의상과 말장난, 성적인 풍자, 가슴에 대한 언급, 방귀, 발기 및 다른 언급을 사용하는 그들의 언어와 더불어 사티로스들의 합창단이다. 마크 그리피스(Mark Griffith)가 지적한 것처럼 사티로스 연극은 단순히 전통적인 디오니소스적 의식일 뿐만 아니라 일반적으로 그 해의 가장 복잡하고 권위 있는 문화 행사에 대한 가장 적절하고 만족스러운 결론으로 받아들여졌다.